# D'Artagnan
D’Artagnan – потужний фрезерний земснаряд (cutter suction dredger).

## Характеристики
Судно спорудили на замовлення відомої бельгійської компанії DEME у 2005 році на нідерландській верфі IHC Holland N.V. Dredgers у Кіндердейку.
Силова установка має загальну потужність 28,2 МВт. Головними двигунами є два Wärtsilä 12V32 потужністю по 12 МВт, крім того, встановлені чотири дизель-генератори Caterpillar 3580B потужністб по 1,05 МВт.
Земснаряд призначений для робіт на глибинах від 6 до 35 метрів. Привід його фрези має потужність 3,4 МВт, а для вибірки грунту призначений насос потужністю 6 МВт. Діаметр труб для всотування та видачі пульпи дорівнює 1 метр.
Пересування до місця виконання робіт здійснюється зі швидкістю до 12,5 вузлів.
На борту забезпечується проживання 43 осіб.

## Завдання судна
Судно виконало численні завдання, зокрема, відомо про наступні:
- з грудня 2005-го по січень 2006-го воно проводило поглиблення підхідного каналу порту Авілес на північному узбережжі Іспанії (також до цієї роботи залучили землесосний снаряд «Antigoon»);
- в 2007-му «D’Artagnan» працював у катарському Рас-Лаффані;
- є відомості про виконання судном завдання у еміраті Рас-ель-Хайма (Об’єднані Арабські Емірати);
- з ОАЕ «D’Artagnan» прибув на Піренейський півострів, де, зокрема, в червні 2008-го виконав у Альхесірасі завдання в межах проекту італійського терміналу для прийому зрідженого природного газу Адріатик ЗПГ. Останній розмістили на  штучному острові, кесонну основу якого спорудили саме в Алхесірасі в сухому доці-котловані. Завданням земснаряду було зруйнувати перемичку та прокласти прохід глибиною 21 метр, який би дозволив вивести поставлений на плав кесон з місця спорудження;
- в липні 2008-го судно знову прибуло до порту Авілес, де протягом двох місяців провело роботи з вилучення 0,25 млн м3 грунту щоб збільшити глибину підхідного каналу на один метр до 12,5 метра. Далі земснаряд, що завершував чотирьохрічний відтинок експлуатації, мав пройти у Дюнкерку регламентне обслуговування;
- наступним завданням стали роботи в лівійському порту Місурата, який передусім обсліговує розташований у Місураті металургійний комбінат. Відомо, що «D’Artagnan» перебував тут щонайменше в січні 2009-го;
- влітку 2010-го «D’Artagnan» знову працював у ОАЕ, на цей раз у еміраті Абу-Дабі в межах проект спорудження нафтопереробного заводу в Рувайсі. Всього планувалось намити 1000 гектарів території, тому до робіт також залучили фрезерні земснаряди «Al Mahaar», «Carolina», «Kaveri», «Kallo» та «Kalis II», що дозволяло забезпечувати продуктивність у 1,5 млн м3 грунту на добу;
- в лютому 2011-го судно приубло до Панами для виконання робіт за проектом розширення Панамського каналу. Завданням «D’Artagnan» було розширення тихоокеанського підходу зі 192 до 255 метрів та поглиблення його до 15,5 метрів;
- на початку 2013-го судно прибуло до берегів Катару, де південніше від столиці країни Дохи розпочали проект Нью-Хамад-Порт, розрахований на перевалку 2 млн контейнерів та 2 млн тонн генеральних вантажів на рік. Для створення акваторії з глибиною 17 метрів та підхідного канлу завдовжки 10 кілометрів, шириною 300 метрів та глибиною 15 метрів крім «D’Artagnan» залучили фрезерні земснаряди «Ambiorix» та «J.F.J. De Nul». Є відомості, що всього було вилучено не менше 23 млн м3 грунту;
- у другій половині 2014-го «D'Artagnan» взяв участь в експедиції DEME до арктичного узбережжя Росії. Тут планувались масштабні поглиблювальні роботи для створення порту Сабетта (Обська губа Карського моря), через який мала вивозитись продукція заводу зі зрідження природного газу Ямал ЗПГ. Працювати у цій належній до Північного Льодовитого океану акваторії можливо було лише в короткий проміжок з серпня по жовтень, тому DEME спрямувала сюди цілий караван із дев’ятнадцяти суден, серед яких були сім земснарядів (окрім «D'Artagnan» також «Breughel», «Congo River», «Nile River», «Lange Wapper», «Uilenspiegel» та «Mellina»);
- наприкінці листопада 2014-го «D'Artagnan» був вже у Єгипті, де започаткував роботи за проектом Другого Суецького каналу;
- з Єгипту судно вирушило до Росії, щоб у другій половині 2015-го взяти участь у черговому раунді робіт в порту Сабетта;
- з листопада 2015-го «D'Artagnan» виконував завдання в порту Антверпену, де в межах проекту шлюзової системи «Kieldrecht Lock» необхідно було вибрати 2,5 млн м3 грунту та забезпечити глибину 19 метрів. В квітні 2016-го судно все ще працювало в Антверпені;
- влітку 2016-го «D'Artagnan» провів роботи на Кубі в порту Маріель, де треба було вилучити 0,3 млн м3 грунту;
- в другій половині 2016-го судно знову почало роботи над модернізацією Панамського каналу, на цей раз на атлантичній стороні. Спершу потрібно було розширити на 37 метрів відтинок каналу завдовжки 7 кілометрів, для чого «D'Artagnan» та землесосний снаряд «Lange Wapper» вибрали 5,6 млн м3 грунту. В січні 2017-го роботи мали продовжитись в районі шлюзу Cocoli Locks. Влітку 2017-го «D'Artagnan» все ще працював на атлантичній стороні каналу, при цьому разом з ним діяв  землесосний снаряд "Lelystad";
- в липні 2018-го судно полишило порт Пойнт-Лісас (Тринідад і Тобаго) та рушило до Середземного моря, де на нього чекали роботи в Александрії  у інтересах єгипетських ВМС. Проект передбачав переміщення 6 млн м3 ґрунту, при цьому спершу за роботи з намиву взялись землесосні снаряди «Breughel» та «Uilenspiegel», після чого для розчищення акваторії та підхідного каналу й прибув «D'Artagnan» (фінальну фазу робіт мали виконати вже у 2019-му фрезерний земснаряд «Al Jarraf» та землесосний снаряд «Marieke»);
- в межах проекту розширення ганського порту Теме, що мав отримати здатність приймати найбільші контейнеровози, потрібно було вилучити біля 2 млн м3 ґрунту. Основну частину з них складали скельні породи, тому з кінця 2018-го тут працював «D’Artagnan» (втім, весною 2019-го певну частину робіт провів «Breughel»);
- відомо, що в січні 2021-го «D’Artagnan» разом з іншим фрезерним земснарядом «Amazone» завершили перший етап робіт за масштабним проектом розвитку єгипетського порту Абу-Кір (до виконання цього завдання, отриманого наприкінці 2020-го, DEME спершу залучила землесосний снаряд «Nile River», за яким послідували «Reynaert», «Artevelde», «Brabo», «Breughel», «Breydel», «Congo River», «Bonny River», «Uilenspiegel» та фрезерні земснаряди «Ambiorix» та «Spartacus»);
- наприкінці 2022-го – на початку 2023-го «D’Artagnan» разом з землесосним снарядом "Breughel" виконали завдання за проектом заміни нафтопроводу до швартовочного буя для танкерів в порту Сінгапуру;
- відомо, що в лютому 2024-го «D’Artagnan» працював у французькому порту Ла-Рошель в межах проекту «Port Horizon 2025» (разом з ним до робіт залучили ківшевий земснаряд «Titaan»;
- в березні 2024-го в іспанському порту Ель-Мюсель «D’Artagnan» завантажили на судно для перевезення великовагових вантажів «GPO Saphire» для доставки його до Сінгапуру. А на початку літа 2024-го «D’Artagnan» разом з землесосним снарядом «HAM 318» та ківшевим земснарядом «Machiavelli» мали узятись за днопоглиблювальні роботи в австралійському порту Дарвін в межах проект газопроводу Баросса – Дарвін.